# Melampusz
Melampusz (görögül: Μελάμπουζ) a görög mitológiában jós, az Iólkoszt alapító Amüthaón és Eidomené fia, Biasz testvére. A Homérosz utáni hagyományban Melampusz Egyiptomból hozta magával és honosította meg Hellaszban a dionüszosz-kultuszt és a phallikus körmeneteket. Elsőként ő alkalmazta a gyógyírekkel és megtisztítással történő gyógyítást. A melampoditák papi rendje megalapítójának tartották. Melampusz látnoki képességének megszerzése  a következő mítoszhoz fűződik: Melampusz egy szétdúlt kígyófészekből magához vette a kígyófiakat, és táplálta őket; amikor a kígyók felcseperedtek, egy éjszaka felkúsztak  az alvó Melampusz vállára, és tisztára nyalták a fülét; ettől kezdve érteni kezdte az állatok beszédét, és jövendölni tudott. Jóstehetsége révén hozzásegítette testvérét, Biaszt, hogy elnyerje Néleusz püloszi király lánya , Péró kezét. A mítosz egyik változata szerint ugyancsak ő gyógyította ki Proitosz tirünszi király leányait, a Proitidákat, akiket Dionüszosz tébolyba kergetett, mert megtagadták a dionüsziákon való részvételt. Cserébe megkapta Proitosztól a királyság egy részét, melyet megosztott fivérével. Melampusz csodatetteit beszélte el a Melampodeia című Hésziodosznak tulajdonított, elveszett epikus költemény.